# Рак Онисим Григорович
Онисим Григорович Рак (14 лютого 1883–1938?) — підполковник Армії УНР.

## Освіта та служба в російській армії
Народився на Полтавщині. Закінчив Чугуївське піхотне юнкерське училище за 1-м розрядом та з відзнакою (занесенням на мармурову дошку) (1907), служив у 73-му піхотному Кримському полку. Закінчив Миколаївську військову академію Генерального штабу за 2-м розрядом (1914), переведений до Генерального штабу у 1915 р. Брав участь у Першій світовій війні: командував ротою 73-го піхотного Кримського полку. З 8 липня 1915 р. викладав у 3-й Київській школі прапорщиків. З 15 липня 1916 р. — старший ад'ютант та з 6 грудня 1916 р. — в. о. начальника штабу 49-ї піхотної дивізії. Під час війни був двічі поранений (24 вересня 1914, 13 травня 1915), нагороджений всіма орденами до Святого Володимира IV ступеня з мечами та биндою. Останнє звання у російській армії — підполковник (з 15 листопада 1917).

## В українському війську
З 1 грудня 1917 р. — штаб-старшина для доручень штабу 26-го Українського корпусу. З 20 січня 1918 р. — начальник штабу українізованої 65-ї піхотної дивізії військ Центральної Ради, заступник полковника Базильського. З квітня 1918 р. — начальник штабу 11-ї пішої дивізії Армії УНР, згодом — Армії Української Держави. З 30 грудня 1918 р. — начальник штабу 6-го Полтавського корпусу військ Директорії. З 30 січня 1919 р. — начальник штабу Чорноморської дивізії Дієвої армії УНР. З 20 лютого 1919 р. до 24 березня 1919 р. — начальник штабу та в. о. начальника Південно-Східної групи Дієвої армії УНР. Станом на 31 серпня 1919 р. — штаб-старшина для доручень Головного управління Генерального штабу Дієвої армії УНР. З 14 жовтня 1919 р. — начальник організаційного відділу Головного управління Генерального штабу Дієвої армії УНР (ГУГШ). З 19 березня 1920 р. — начальник відділу навчання військ ГУГШ УНР. 3 19 квітня 1920 р. начальник відділу статутів та навчання військ Генерального штабу УНР.

## Служба в РСЧА
У листопаді 1920 р., після відступу Армії УНР на територію, зайняту польською армією, залишився в Ямпільському повіті, де у грудні 1920 р. вступив на службу до РСЧА: служив на посаді завідувача сектором загальної військової освіти ямпільського військового комісара. З 12 жовтня 1922 р. — начальник канцелярії ямпільського військового комісара. З жовтня 1922 р. — викладач 51-х піхотних Харківських курсів. Згодом — викладач Харківської школи червоних старшин. Репресований у 1937–1938 рр.